# لويس فيليبي أورتيغا
لويس فيليبي أورتيغا (بالإسبانية: Luis Felipe Ortega)‏ هو فنان مكسيكي، ولد في 1966 في مدينة مكسيكو في المكسيك.